# HMS Aboukir (1900)
El HMS Aboukir fue un crucero acorazado de la clase Cressy de la Royal Navy. El Aboukir fue construido por los astilleros Fairfield Shipbuilding & Engineering Co Ltd, Govan, Escocia in 1902, y fue  hundido por el submarino alemán U-9 en septiembre de 1914.

## Primera Guerra Mundial
Los buques de la clase  Cressy, quedaron rápidamente obsoletos, debido a los grandes avances en arquitectura naval producidos en los años anteriores al inicio de la  Primera Guerra Mundial. Al inicio de la contienda, el buque fue tripulado por marinos de la reserva. El Aboukir fue uno de los cuatro buques que utilizó el Vicealmirante Henry H Campbell para el 7º escuadrón de cruceros del Reino Unido.
Poco después del inicio de la contienda en agosto de 1914, el Aboukir y sus gemelos — HMS Bacchante, HMS Euryalus, HMS Hogue y HMS Cressy — fueron asignados a patrullas en el mar del Norte en apoyo de las fuerzas de destructores y submarinos con base en Harwich los cuales, bloqueaban el paso Este del canal de la Mancha a los buques de la Kaiserliche Marine que intentaban atacar las rutas de suministro entre el Reino Unido y Francia.

## Destino

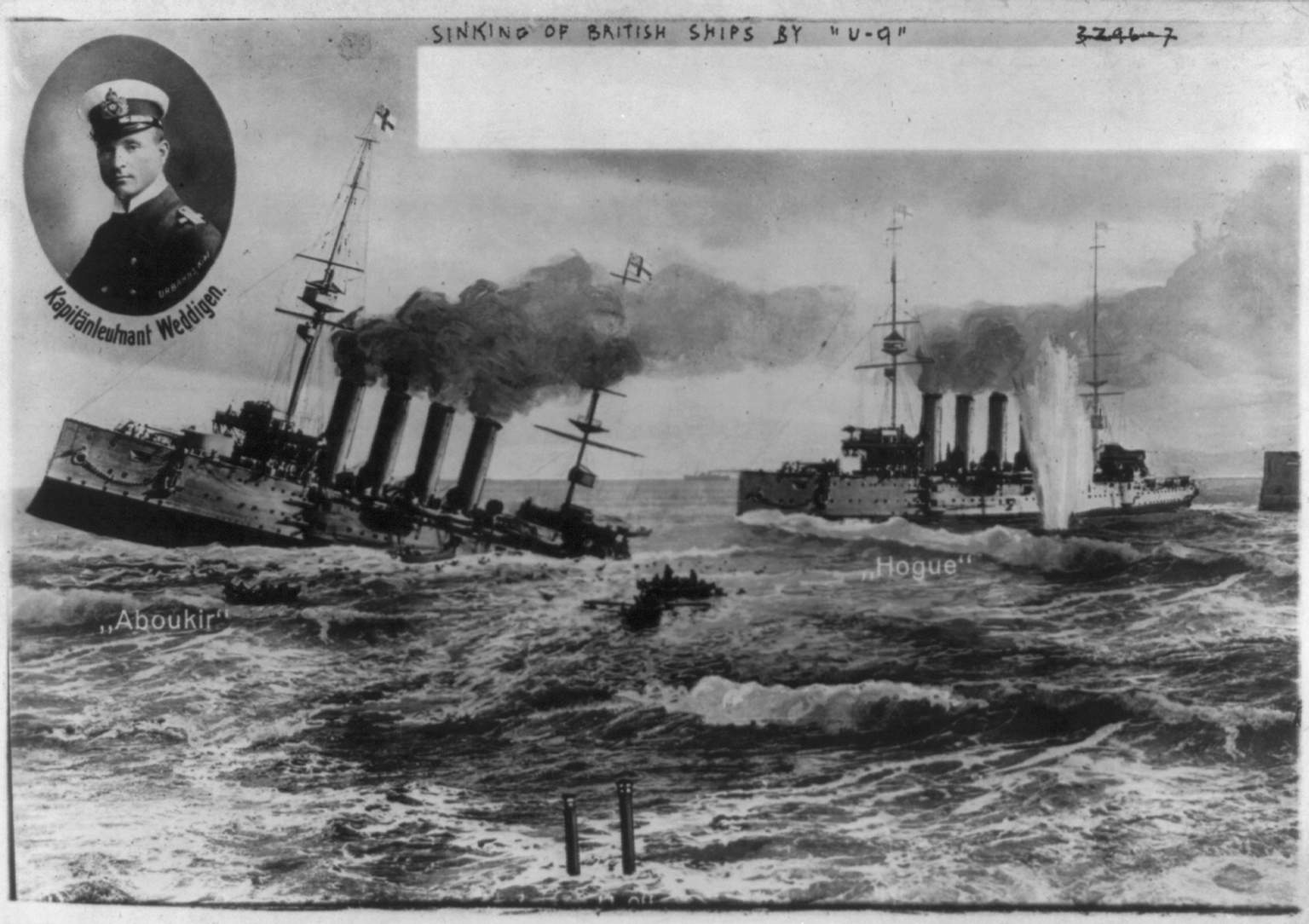
"Victorias del U-9" – tarjeta postal contemporánea que muestra el hundimiento del Aboukir y del Hogue con la foto de Weddigen en el borde

En torno a las 6:00 del 22 de septiembre (lo que se conocería como la "Acción del 22 de septiembre de 1914"), los tres cruceros (el buque insignia , HMS Baccante con el almirante Christian había retornado a puerto para abastecerse de combustible) navegaban a 10 nudos en línea cuando fueron detectados por el  submarino alemán U-9, bajo el mando del teniente Otto Weddigen. Aunque no usaban la técnica del zigzag para evitar los ataques submarinos, si tenían vigías en las cofas de los mástiles  buscando periscopios.
Weddigen ordenó inmersión y acercarse a distancia de tiro a los buques británicos. A corto alcance, disparó un torpedo sobre el Aboukir. El torpedo, le partió la quilla y se hundió en 20 minutos con la pérdida de 527 vidas.
Los comandantes del Cressy y del Hogue pensaron que el Aboukir había impactado con una mina flotante, y volvieron para rescatar a los supervivientes. En ese momento, Weddigen disparó dos torpedos al Hogue, que lo hirieron de muerte. Con el Hogue hundiéndose, el capitán del Cressy comprendió que la escuadra, estaba siendo atacada por un submarino, e intentó atacarlo infructuosamente. Sin embargo, tras no conseguir nada, volvió a recoger a los supervivientes de los otros dos buques, momento que Weddigen aprovechó para disparar nuevos torpedos al Cressy, y también consiguió hundirlo.
En total, en menos de dos horas, el coste para los británicos, fue de tres buques de guerra, 62 oficiales, y 1397 tripulantes. Este incidente, estableció que los submarinos, pasaban a tener un papel decisivo en la guerra naval.